# Théâtre Saint-Georges
El Théâtre Saint-Georges és un teatre ubicat al carrer Saint-Georges de París. Fou creat el 8 de febrer de 1929 per Camille Choisy i el seu associat Jacques Albert, tot destinant-lo al Grand Guignol i produint-hi nombroses comèdies. François Truffaut el va fer servir l'any 1980 en el seu film Le Dernier Métro. Actualment continua oferint comèdies de bulevard i vodevils.

## Estrenes
- 1964, 2 de març. Croque-Monsieur, original de Marcel Mithois.
- 1984. On m'appelle Émilie, original de Maria Pacôme.
- 1986. Les seins de Lola, original de Maria Pacôme.
- 1989. Et moi...et moi!, original de Maria Pacôme.
- 1993. Les désarrois de Gilda Rumeur, original de Maria Pacôme.
- 2009. Les hommes préferent mentir, original d'Eric Assous.
- 2011. Le coup de la cigogne, original de Jean-Claude Islert.
- 2013. Le Fils du Comique, original de Pierre Palmade.[1]